# Юришич-Штурм, Павле
Па́вле Ю́ришич-Шту́рм (серб. Павле Јуришић Штурм, сербохорв. Pavle Jurišić „Šturm“, нем. Paulus Sturm; 8 августа 1848 — 14 января 1922) — сербский военный деятель, генерал (1912).

## Биография
Родился в Гёрлице (Прусская Силезия), в лужицкой семье. Получил военное образование в военной академии в Бреслау, служил в германской армии.
В 1876 году поступил на службу в сербскую армию, и принял участие в войне против Турции.
В русско-турецкой войне и сербско-болгарской войне командовал полком.
В 1906 году получил должность комиссара на границе с Османской империей. В Балканских войнах генерал Юришич-Штурм командовал пехотными дивизиями.
С началом Первой мировой войны назначен командующим 3-й армией. В августе 1914 года его армия участвовала в боях под Шабацем, в конце 1914 года также принимал участие в сербском контрнаступлении. В 1915 году вместе с армией отступил в Албанию, из которой эвакуировался на Корфу. С 1916 по 1917 год был членом сербской военной миссии в России.
С 1921 года в отставке.

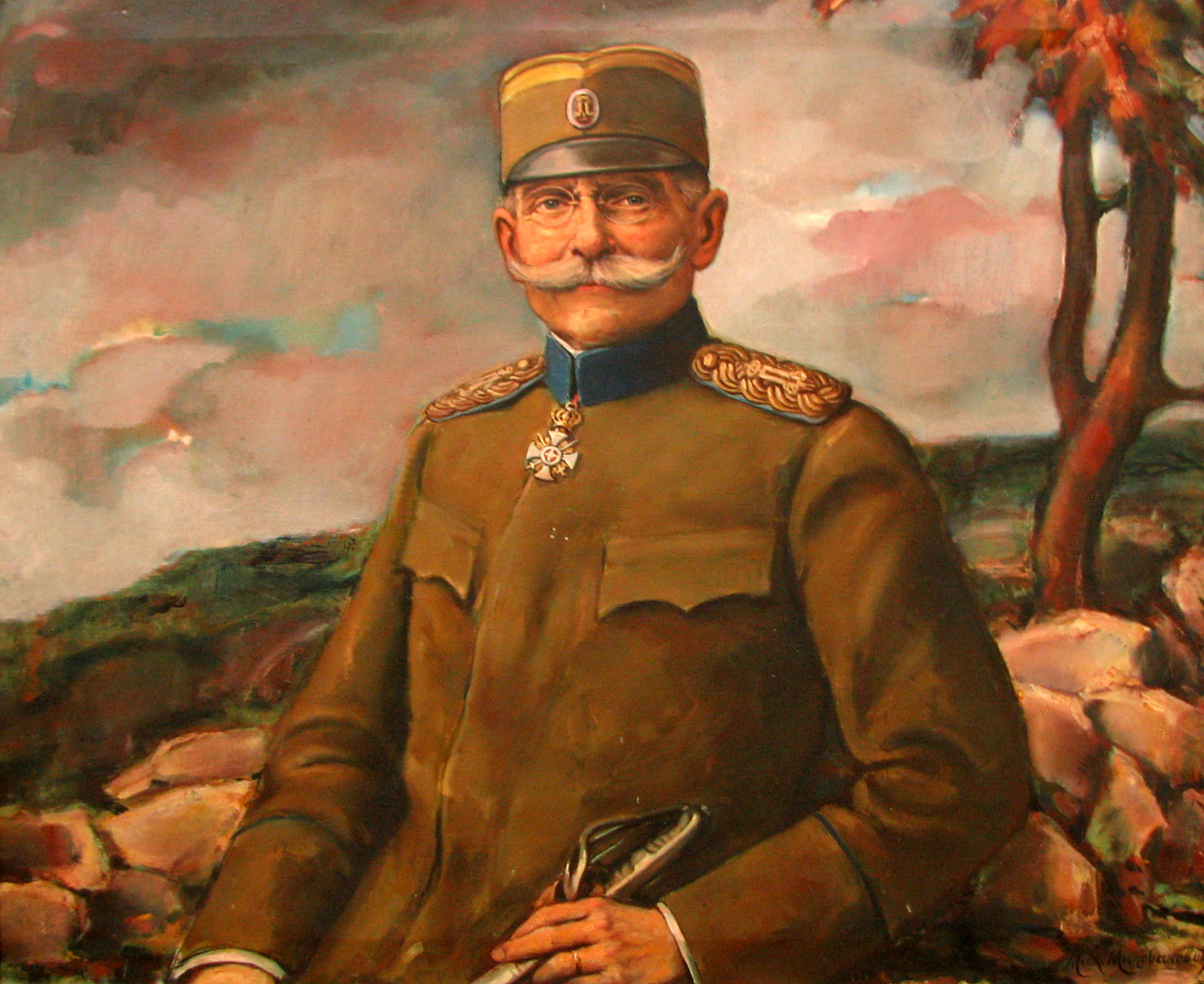
Портрет Павле Юришич Штурм. Художник Михайло Милованович

Во время Первой мировой войны военным художником Верховного командования сербской армии Михайло Миловановичем был написан портрет Павле Юришича Штурма.